# Сойфер, Шмуэль Биньямин
Рав Авраа́м Шму́эль Биньями́н Со́йфер (ивр. הרב אברהם שמואל בנימין סופר‎, нем. Abraham Samuel Benjamin Schreiber;
13 марта 1815 (1 Адара II 5575), Братислава, (в ту пору Пресбург), Венгрия — 31 декабря 1871 (19 Тевета 5632), Братислава, Словакия) — один из ведущих ортодоксальных раввинов Венгрии во второй половине XIX века и Рош-ешива (глава) знаменитой ешивы Пресбурга, известный своим главным трудом, книгой «Ксав Сойфер».

## Ранние годы
Шмуэль Биньямин родился в Прессбурге (ныне Братислава) 13 марта 1815. Его отец, знаменитый Хатам Сойфер, раввин Пресбурга, был религиозным лидером венгерских евреев и одним из ведущих европейских раввинов. Его мать Сара (1790—1832) была дочерью раввина Акивы Эгера, раввина Познани, одного из самых больших знатоков Талмуда того времени. Когда ему было шесть лет, сразу несколько членов его семьи заболели, и среди них маленький Шмуэль Вольф, как его тогда называли. Врачи уже отказались от него. В качестве сгулы они добавили «Авраам» к своему имени, но безрезультатно. Они уже вызвали Хевру Кадишу и зажгли свечи по обычаю того времени будучи в полной уверенности, что Шмуэль умрёт. Врачи сказали отцу Шмуэля, Хатаму Сойферу: «Мы знаем, что вы Божественный и святой человек, и если вашими молитвами вы не можете помочь вашему сыну, с нашей стороны, все надежды потеряны». Услышав это, Хатам Сойфер отошёл в угол, где хранились все его рукописи и произнёс короткую молитву. В это время больной ребенок Авраам Шмуэль Биньямин уже почти в агонии начал кричать молитву «Шма», но их молитвы были услышаны, и состояние Шмуэля Биньямина стало улучшаться. Врачи с недоумением сказали Хатаму Сойферу, что действительно убедились в том, что он необыкновенный человек, на что он отвечал что ещё не потерял надежду ни на секунду. Один из учеников Хатама Софера позже свидетельствовал, что Хатам Сойфер заявил тогда, что «умолял сохранить сына хоть для одного Юбилея». Шмуэль Биньямин прожил ещё ровно пятьдесят лет и умер в возрасте пятидесяти шести лет.
Его первым учителем был сойфер Мордехай Эфраим Фишель. Позднее Шмуэль поступил в ешиву своего отца и стал одним из его выдающихся учеников.
В восемнадцать лет в 1833 году он женился на Ребецн Хаве Лее, которая была дочерью цадика Раввин Ицхока Вайса из Гёрлица, который дал за ней приданое и пообещал оказывать им поддержку в течение шести лет. Свадьба состоялась в городе Камарене, затем они поселились в Братиславе, где он продолжил свои исследования и помогал отцу в ешиве.

## Прессбург
3 октября 1839 умер его отец, Хатам Сойфер, и пост раввина Пресбурга перешёл к Шмуэлю Биньямину. Когда Хатам Сойфер был на смертном одре он благословил своего сына очень длинным благословением, в котором он отметил каждое благословение найденное в Танахе. Все присутствующие были потрясены и смотрели с благоговением видя, как он корчился от боли и в то же время был в состоянии вспомнить и произнести все эти благословения. Затем он рукоположил его, говоря: «Твой дедушка Акива будет стоять где твоя правая рука, твой дедушка Махакшешах будет стоять с левого бока, и определенные ангелы будут стоять у вас над головой, и я буду близко позади, чтобы выполнить твои пожелания».

## Смерть и наследие
31 декабря 1871 года Ксав Софер умер и пост раввина Прессбурга перешёл к его сыну, раввину Симхе Буним Сойферу, известному как Шевет Софер.
Другой сын, раввин Шимон Сойфер был назначен как раввином Эрлау (Эгера). Шимон, внук раввина Йоханана Софер создал многочисленные синагоги в Израиле и одну в США, назвав их Кехила Кдоша (Святая ассоциация) Ксава Сойфера.